# Charles Claes
Charles Marie Joseph Claes (* 27. Juni 1855 in Halle, Provinz Brabant; † 31. März 1924 in Brüssel) war ein belgischer Notar, Landbesitzer und Politiker der Katholischen Partei. Er saß von April bis Mai 1912 im Senat.

## Biografie
Charles Claes wurde 1855 als Sohn von François Joseph Claes (1823–1893) und Josephine Depauw (1814–1879) geboren. Er war mit Adrienne Zoude verheiratet. Ihr Sohn Charles Claes (1881–1963) war der Schwiegersohn von Charles Waucquez, dem Eigentümer der Grands Magasins Waucquez in Brüssel, und nahm die Notarkanzlei des Vaters über. Die Tochter Louise heiratete 1902 Valentin Brifaut. Die Tochter Lucie heiratete Baron François Houtart.
Nach dem Tod von Victor Allard vertrat Claes vom 23. April 1912 bis dem 13. Mai 1912 den Bezirk Brüssel im belgischen Senat. Er spielte eine wesentliche Rolle bei der Vollziehung der königlichen Erlasse von Leopold II.
Um 1900 ließ er durch den Brüsseler Architekten Victor Evrard den Burg Groenenberg auf einem Landgut in Vlezenbeek-Sint-Pieters-Leeuw errichten. Zudem erwarb er ein großes Landgut in Le Brûly, das nach dem Ersten Weltkrieg von seinem Sohn ausgebaut wurde. Claes’ Witwe erwarb den Burg Schepdael westlich von Brüssel.